# Xã Knobview, Quận Crawford, Missouri
Xã Knobview (tiếng Anh: Knobview Township) là một xã thuộc quận Crawford, tiểu bang Missouri, Hoa Kỳ. Năm 2010, dân số của xã này là 1.547 người.